# Trek Bicycle Corporation
Trek Bicycle Corporation é um fabricante estadounidense de bicicletas,  acessórios e componentes de ciclismo, que distribui baixo as marcas: Trek, Gary Fisher, Bontrager, Klein e, anteriormente, também Lemond Racing Cycles. Com sede principal em Waterloo (Wisconsin), as bicicletas Trek são comercializadas através de 1 700 comerciais na América do Norte, subsidiárias na Europa e Ásia e revendedores em 90 países do mundo.
O nome Trek vem da palavra da língua africâner qual significa «viagem».

## História

### 1975-1979: os começos

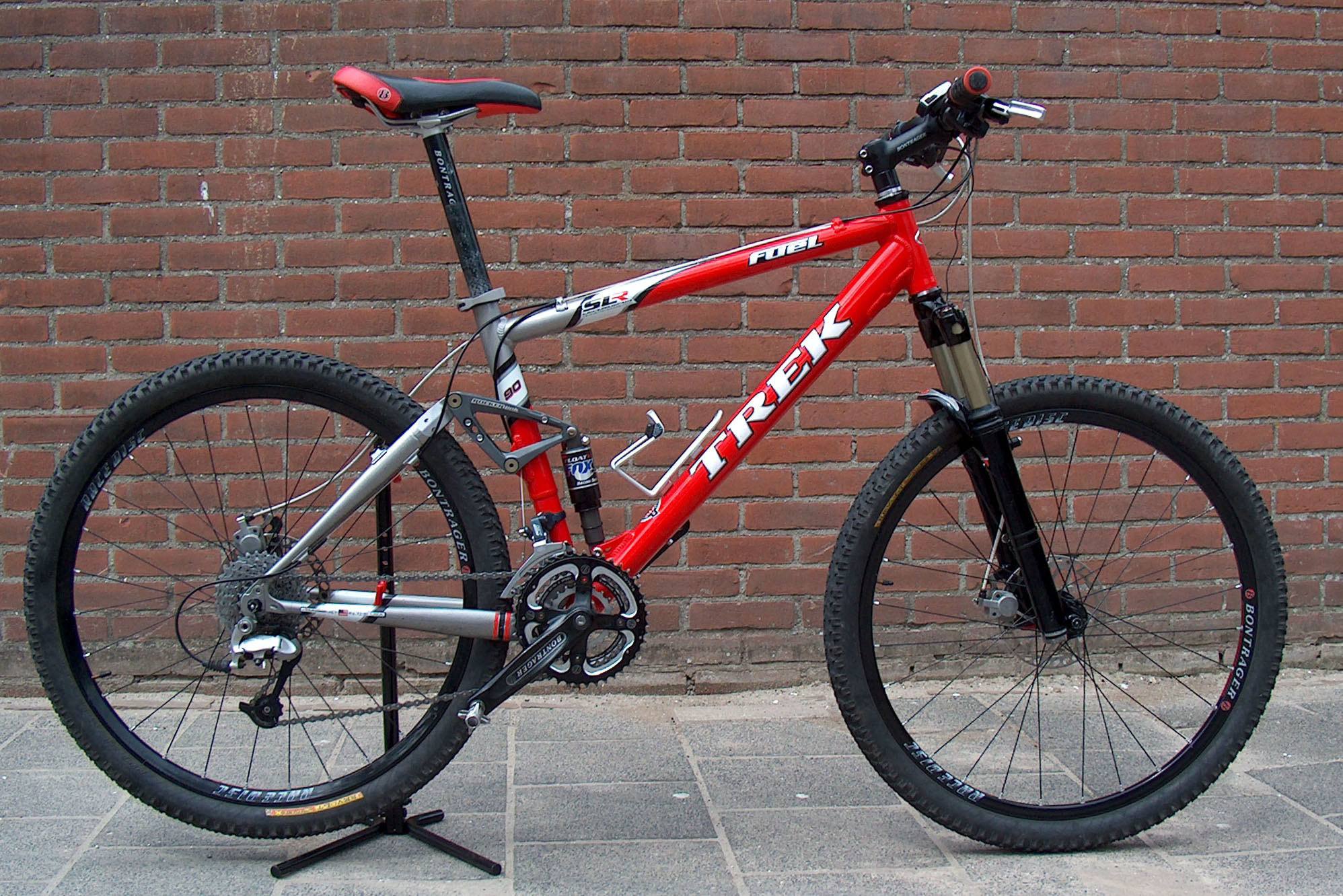
Trek SLR 90

Em dezembro de 1975, Richard (Dick) Burke e Bevel Hogg criaram a Trek Bicycle como uma subsidiária de Roth Corporation, um revendedor estabelecido em Milwakee. A princípios de 1976, com um modelo de cinco trabalhadores, Trek começou a construir quadros de aço em Waterloo (Wisconsin), no marco de um mercado de faixa média e alta dominado por modelos japoneses e italianos. Trek construiu em torno de 900 quadros soldados manualmente nesse primeiro ano, vendendo a cada um por menos de 200 dólares. Mais adiante, e nesse mesmo ano, Trek Bicycle foi constituído em sociedade.
Em 1977 abriu o seu primeiro revendedor a varejo, Penn Cycle, em Bloomington (Minnesota). Em três anos as vendas atingiram os 2 milhões de dólares.

### 1985-1991
No ano 1991, a marca Trek introduziu-se em Espanha.

### 1992-1996
No ano 1995 Trek apresenta a sua popular série E com quadros de carbono, a série incluía os modelos E50, E33, E22 e E11

### 2006-actualidade

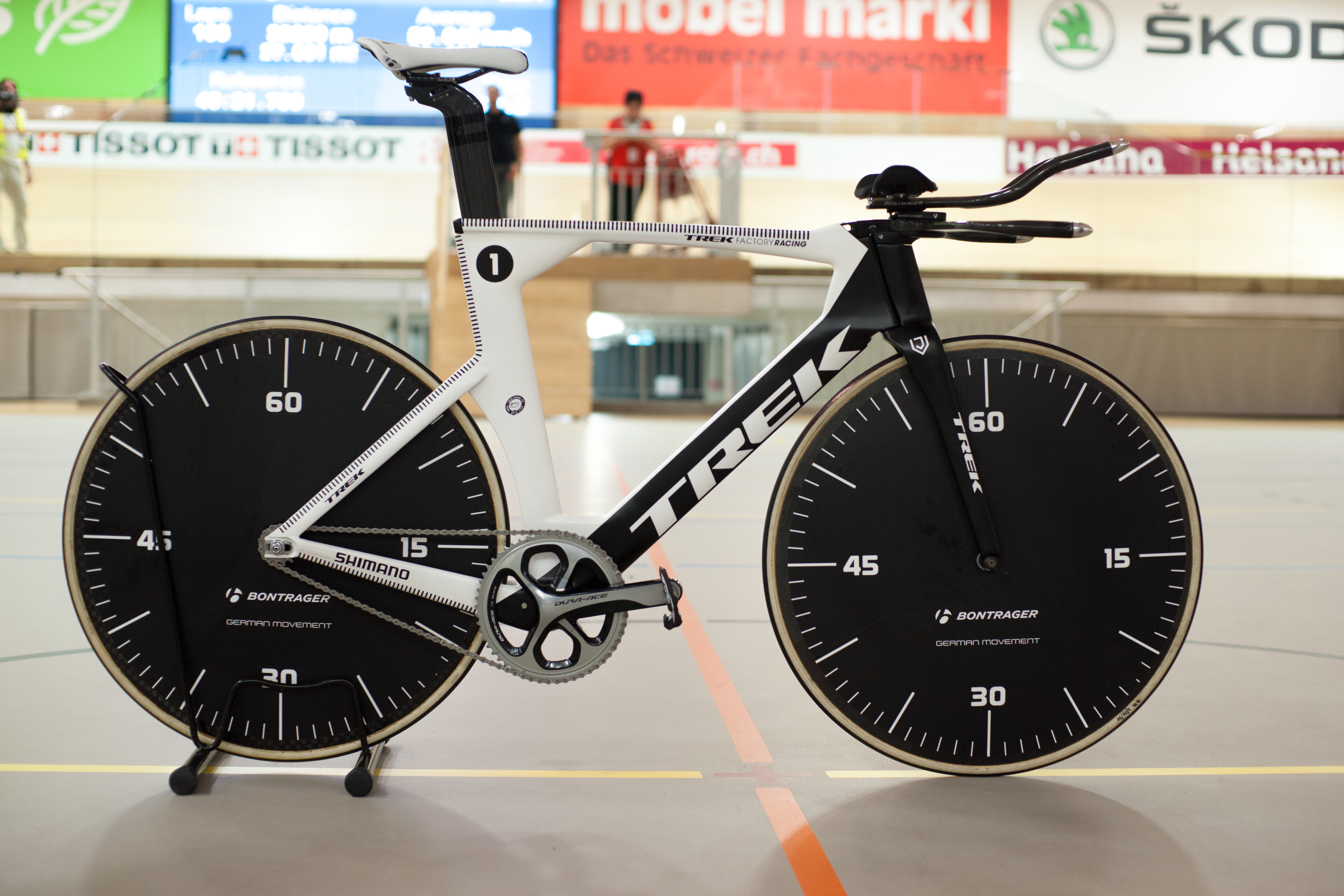
Bicicleta Trek do recorde da hora de 2014 de Jens Voigt.

Trek é considerada uma das melhores marcas de bicicletas do mundo. Em 2006 o modelo revolução da Trek foi a "Trek E26" de alumínio, já que até a data compete entre os modelos mais destacados da "Scott" e "GT" a qual foi a última de fabricação americana (posteriormente se descontinuou o modelo e começaram as trek chinesas ou taiwanesas) as Trek Americanas se diferenciam por trazer o número de série baixo a massa motor, enquanto as Trek Chinesas ou Taiwanesas trazem o número de série baixo a Tee do volante (exemplo, trek 4100, 4300, 3700, etc.) que passariam a ser a mais baixa categoria que a Trek original Americana.